# Flughafen Skellefteå

i7
i11
i13
Der Flughafen Skellefteå (IATA-Code: SFT, ICAO-Code: ESNS) ist ein Flughafen nahe dem Dorf Falmark, der sich 15 Kilometer südöstlich der nordschwedischen Stadt Skellefteå und gut fünf Kilometer westlich des Ortes Bureå befindet.
Die Einweihung des Flughafens fand 1961 statt. 1966 wurde die Start- und Landebahn verbreitert und im selben Jahr die Instrumentenlandung eingeführt. Die ursprüngliche Startbahn wurde 1979 auf 1800 Meter verlängert, das Terminal 1991 ausgebaut. Die jetzige Länge von 2100 Metern erhielt die Startbahn 2002 und ein neuer Tower wurde im Jahr 2004 gebaut. Die Verwaltung des Flughafens übernahm die Gemeinde Skellefteå am 1. April 2010 vom staatlichen Unternehmen LFV nach dessen Umstrukturierung, nachdem LFV beschlossen hatte, sich mehr auf das Kerngeschäft Stockholm zu konzentrieren.

## Flugverbindungen
Auf dem Flughafen findet hauptsächlich Linienverkehr statt. So reisten 2009 nur 10.000 der insgesamt 205.000 Passagiere im Charterverkehr. Regelmäßig wird der Flughafen Stockholm/Arlanda von SAS Scandinavian Airlines angeflogen.